# Выборы (фильм)
«Выборы» (кит. трад. 黑社會, название в международном прокате англ. Election) — полнометражный игровой фильм режиссёра из Гонконга Джонни То. Гангстерская драма, триллер. Премьера состоялась на Каннском кинофестивале 2005 года. Картина получила 12 международных кинематографических наград. Имеет сиквел — «Выборы 2».

## Сюжет
Каждые два года старейшины Гонконгской триады «Вошинво» выбирают нового главу. Между двумя претендентами — Лэмом Локом (Саймон Ям) и Большим Ди (Тони Люн Ка-фай), нарастают серьёзные противоречия. Лок, которого явно предпочитают старейшины, спокоен и уравновешен. Его соперник вспыльчив и относится к психопатическому типу характера. Он готов пойти на всё, чтобы изменить ситуацию, даже против многовековых традиций преступного сообщества. В результате жёстких дискуссий между старейшинами Лок одерживает победу. Однако, Большой Ди не сдаётся. Он похищает и жестоко расправляется с двумя лидерами триады, которые обеспечили Локу большинство при голосовании. Бывший глава клана принимает решение на время скрыть жезл «Голова Дракона» — символ власти Вошинво.
Полиция, руководство которой против возможной междоусобицы, арестовывает ключевые фигуры триады, включая Лока, Большого Ди и нескольких старейшин. Во время попытки переговоров, прямо в камере Большой Ди угрожает порвать с триадой и сформировать собственное общество. Такой исход может привести к всплеску насилия и непредсказуемым последствиям, что не устраивает ни полицию, ни бывшего и нынешнего глав клана. Тем не менее, принимается решение об освобождении всех лидеров Вошинво под залог. В это же время происходит борьба между представителями двух противоборствующих сторон за обладание жезлом «Голова Дракона». После череды погонь и схваток он оказывается у Лока, что делает его избрание уже официальным.
Лок предлагает перемирие на условиях взаимного партнёрства и передачи власти после следующих выборов Большому Ди. Первоначально это партнерство успешно, сферы влияния триады расширяются. Большой Ди становится лояльным к Локу, которого теперь называет хорошим другом. Однажды Лок и Большой Ди отправляются на рыбалку, их сопровождают маленький сын Лока и жена Большого Ди. Они, казалось бы, мирно беседуют, обсуждая принципы управления кланом. Но через несколько секунд Лок наносит по голове Ди несколько ударов валуном сзади. После этого он нападает на жену бывшего партнёра и убивает её. За всем этим из машины наблюдает потрясённый сын Лока.

## В ролях
- Саймон Ям — Лэм Лок
- Тони Люн Ка Фай — Большой Ди
- Луис Ку — Джимми Ли
- Ник Чун Кафай — Джет
- Эдди Чун Сиу-фай — мистер Соу
- Лам Сует — Биг Хэд
- Гордон Лам — Кун
- Вон Тин-лам — дядюшка Тенг Вай
- Мэгги Сиу — жена Большого Ди
- Дэвид Цзян — начальник полиции
- Ю Юн — капитан полиции
- Там Пинь Ман — дядюшка Кёкэ
- Чен Шао Пенг — дядюшка Монк

## Художественные особенности и критика
Критики издания Time Out назвали картину «Выборы» успешной попыткой придать новый поворот триллерам об азиатской мафии. Но насколько успешной, настолько же и шаблонной. Выделяют её, главным образом, национальные акценты и полутона. В остальном же лента напоминает облегчённый вариант «Крёстного отца» в современном Гонконге. Обозреватель Variety отдельно упоминает несколько удачных сцен противостояния двух группировок, снятых с большой долей иронии, при этом считает, что образы каждого персонажа криминального мира были разработаны ранее в других картинах, а в этом фильме использованы уже как штамп, привычное амплуа отдельного исполнителя. Наиболее негативной стала оценка журнала Hollywood Reporter, в которой фильм назван отталкивающим, полным необоснованным насилием, годным лишь для аудитории, предпочитающей шумное, тупое и беспощадное криминальное кино.

## Награды
- 2005 год, Каннский кинофестиваль 2005 года — номинация на Золотую пальмовую ветвь.
- 2006 год, Гонконгская кинопремия — Лучший фильм, Лучший режиссёр, Лучший сценарий, Лучший актёр; номинации — Лучший актёр второго плана, Лучшая актриса второго плана, Лучший оператор, Лучший монтаж.
- 2006 год, Тайбэйский кинофестиваль, премия «Золотая лошадь» — Лучший сценарий, Лучшие звуковые эффекты; номинации — Лучший фильм, Лучший режиссёр, Лучший актёр.
- 2006 год, Общество кинокритиков Гонконга (Hong Kong Film Critics Society Award) — Лучшая картина, Лучший режиссёр